# Abigail Dillen
Pour les articles homonymes, voir Dillen.
Abigail Dillen est avocate en environnement et cadre de l'organisation de justice environnementale Earthjustice,,,,. Son travail a été qualifié de «création de précédents» par plusieurs organisations climatiques,,. Cela inclut, par exemple, la défense de la politique sans route (en). Elle a été présentée comme changemaker 2020 par Marie Claire. 
Dillen est titulaire d'un diplôme de docteur en droit de la faculté de droit de la Berkeley Law et a rejoint Earthjustice en 2000. Elle a dirigé les programmes d'énergie propre et de charbon à Earthjustice,,. Elle est devenue directrice générale en 2018 en remplacement de Trip Van Noppen  . 
Dillen a contribué à l'anthologie All We Can Save (en),. Elle a également publié des articles d'opinion pour USA Today, Huffington Post, The Hill, EcoWatch et d'autres sources d'informations. 

## Vie privée
Dillen a grandi au Nouveau-Mexique.  Elle est mariée à l'architecte Jasmit Rangr, et a un fils .